# ألستوم
ألستوم (بالفرنسية: Alstom)‏ هي شركة أم، متعددة الجنسيات. أغلب الشركات التي تملكها ألستوم تعمل في قطاعي المواصلات وتوليد الطاقة.
وصل حجم مبيعاتها سنة 2010 / 2011 م 20.9 € مليار يورو.
ألستوم هي شركة فرنسية متعددة الجنسيات، وهي الرائدة في العالم في مجال توليد الطاقة ونقلها وتأسيس البنية التحتية للسكك الحديدية ووضع معايير لتقنيات مبتكرة وصديقة للبيئة. وتعد «ألستوم» من كبار مصنعي قطارات السكك الحديدية، إذ تمكنت من تشييد أسرع قطارات وأنظمة مترو فائقة السرعة في العالم، كما تعمل في مجالات توليد الطاقة الكهربائية ونقلها، فضلا عن جميع المعدات والخدمات المرتبطة بها، بالإضافة إلى إنشاء محطات لتوليد الطاقة تعمل بالماء أو الغاز أو الفحم أو الطاقة النووية، كما تقدم مجموعة واسعة من الحلول لنقل الطاقة الكهربائية، مع التركيز على الشبكات الذكية.
في عام 2014، أعلنت جنرال إلكتريك (GE) عن توصلها لاتفاق لشراء قطاعي الطاقة و الشبكات الكهربائية من شركة ألستوم مقابل 17 مليار دولارًا أمريكيًا (12.4 مليار يورو) وتم قبوله مؤقتًا. وسط الجدل الدائر في فرنسا حول الاستحواذ المقترح على مصلحة محلية إستراتيجية من قبل شركة أجنبية، تم تعديل عرض جنرال إلكتريك ليشمل المشاريع المشتركة في توليد الطاقة ونقلها، بالإضافة إلى بيع أعمال إشارات السكك الحديدية لشركة جنرال إلكتريك لشركة ألستوم. تم قبول الاستحواذ على قسم الطاقة والشبكة من قبل شركة جنرال إلكتريك من قبل سلطات المنافسة في الاتحاد الأوروبي والولايات المتحدة في عام 2015، رهنا ببيع أعمال توربينات الغاز الثقيل لشركة ألستوم. تم الانتهاء من بيع أعمال توليد الطاقة ونقلها من ألستوم إلى شركة جنرال إلكتريك في 2 نوفمبر 2015، وبعد ذلك عملت مجموعة ألستوم في قطاع السكك الحديدية فقط. في أواخر عام 2017، أعلنت ألستوم عن اندماج مقترح مع شركة سيمنز موبيليتي الألمانية، ومع ذلك، في فبراير 2019، حظرت المفوضية الأوروبية الاندماج. بعد ذلك، في فبراير 2020، وقعت الشركة خطاب اتفاق لشراء بومباردييه للنقل. تم الانتهاء من الشراء في 29 يناير 2021 وأصبحت أعمال النقل في بومباردييه جزءًا من ألستوم.

## تاريخ

### جي إي سي ألستوم (1989-1998)
في أوائل عام 1989، تم تشكيل شركة جي إي سي ألستوم من اندماج بين ألستوم وقسم أنظمة الطاقة في جينيرال إلكتريك- جي إيه سي البريطانية. بالنسبة لشركة ألستوم، كانت هذه الخطوة تهدف إلى السماح لشركة ألستوم ببيع منتجاتها بنجاح أكبر لتصدير العملاء خارج السوق الفرنسية. في مايو من ذلك العام، تم الاستحواذ على شركة تصنيع عربات السكك الحديدية البريطانية مترو كاميل.

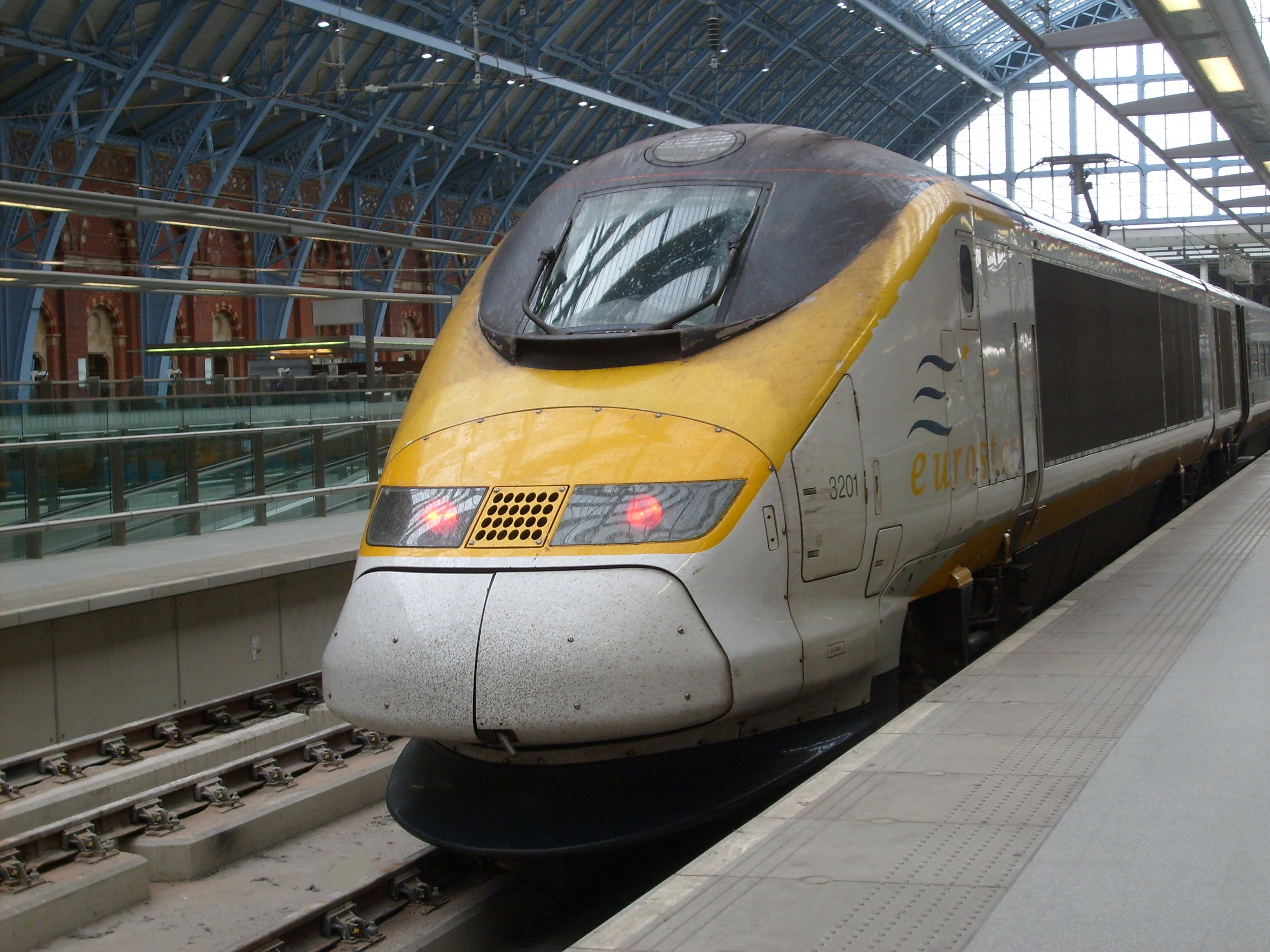
قطار من الدرجة 373 في لندن سانت بانكراس. تم بناء الفئة 373 بواسطة ألستوم في أوائل إلى منتصف التسعينيات لخدمة يوروستار عالية السرعة من إنجلترا إلى فرنسا وبلجيكا.

خلال أوائل التسعينيات، كانت شركة جنرال إلكتريك ألستوم هي الشركة المصنعة الرئيسية لفئة السكك الحديدية البريطانية 373، وهي نوع من عائلة TGV مصممة خصيصًا لعبور نفق القناة بين المملكة المتحدة وفرنسا. على الرغم من أن يوروستار تديرها بشكل جماعي، فقد تم طلب النوع من قبل ثلاث شركات مختلفة للسكك الحديدية: 16 بواسطة الشركة الوطنية للسكك الحديدية، وأربع بواسطة الشركة الوطنية للسكك الحديدية البلجيكية، و 18 بواسطة السكك الحديدية البريطانية، والتي تم اختصار سبع منها في شمال لندن. تم الانتهاء من أول مجموعة من الفئة 373 في منشأة بلفور التابعة لشركة شركة جنرال إلكتريك ألستوم خلال عام 1992. في عام 1994، استحوذت شركة شركة جنرال إلكتريك ألستوم على 51٪ من الأسهم في لينك هوفمان من سالزغيتر. في عام 1995، استحوذت الشركة على الأسهم المتبقية في الشركة المصنعة للتوربينات البخارية مان إنرجي. في أوائل عام 1998، استحوذت شركة شركة جنرال إلكتريك ألستوم على المقاول الكهربائي شركة جنرال إلكتريك، وأطلق عليها اسم ألستوم باور كونفيرشن. في عام 1998، اشترت شركة شركة جنرال إلكتريك ألستوم شركة ساسب الإيطالية لإشارات السكك الحديدية التابعة لشركة سكة حديد ساسيب، والتي تضمنت إشارة السكك الحديدية العامة السابقة (الولايات المتحدة الأمريكية). في يونيو 1998، تم إدراج شركة شركة جنرال إلكتريك ألستوم في بورصة باريس. اختارت كل من شركة جنرال إلكتريك وألكاتل-لوسنت بيع جزء من حصصهما (23.6٪ لكل منهما). في هذا الوقت تقريبًا، تم تغيير اسم الشركة رسميًا إلى ألستوم. احتفظت بها ألستوم، وأغلقت أعمال مترو كاميل السابقة في واشوود هيث في عام 2005. قطار من الدرجة 373 في لندن سانت بانكراس. تم بناء الفئة 373 بواسطة ألستوم في أوائل إلى منتصف التسعينيات لخدمة يوروستار عالية السرعة من إنجلترا إلى فرنسا وبلجيكا.

### ألستوم (1928-1989)
في عام 1978، سلمت ألستوم أول قطارات فائقة السرعة لها إلى الشركة الوطنية للسكك الحديدية. واصلت قطارات فائقة السرعة تحطيم الأرقام القياسية العالمية لسرعة السكك الحديدية في عام 1981 (380 كيلومتر في الساعة (240 ميل/س) وفي عام 1990 (515.3 كيلومتر في الساعة (320.2 ميل/س). كما أنها سجلت الرقم القياسي العالمي للقدرة على التحمل لخطوط القطارات عالية السرعة في عام 2001، حيث 1,067.2 كيلومتر (663.1 ميل) من كاليه إلى مرسيليا في 3 ساعات و 29 دقيقة. في عام 1986، تلقت ألستوم بيلفورت طلبًا من كهرباء فرنسا لأكبر توربين غازي في العالم (212ميغاواط). في 1988-1989، استحوذت شركة ألستوم على أي سي إي سي إنرجي (المحركات المائية والمعدات الكهربائية للصناعة النووية) وأي سي إي سي من حل شركة الهندسة الكهربائية البلجيكية أي سي إي سي. استحوذت ألستوم على 100 ٪ من قسم النقل في أي سي إي سي، وأعيدت تسميته أي سي إي سي ترانسبورت.

### ألستوم (1999-2014)
في عام 1999، اشترت ألستوم نصف قسم أنظمة الطاقة في إيه بي بي، وشكلت شركة مشتركة 50-50 تعرف باسم إيه بي بي ألستوم باور. اشترت ألستوم أيضًا قناة Télécité الكندية، شركة حلول معلومات وأمن الركاب، وباعت أعمال توربينات الغاز الشاقة إلى جنرال إلكتريك. في العام التالي، اشترت حصة إيه بي بي في إيه بي بي ألستوم Power. في عام 2000، باعت شركة الستوم الشركات محرك الديزل (روستون، باكسمان، وميرليس بلاكستون) لشركة مان. كما استحوذت على 51٪ من شركة فيات فيروفياريا الإيطالية لصناعة السكك الحديدية، وهي شركة رائدة عالميًا في تكنولوجيا الإمالة. في أبريل 2003، باعت ألستوم أعمالها في مجال التوربينات الصناعية لشركة سيمنز مقابل 1.1 يورو مليار. بحلول عام 2003، كانت ألستوم تواجه أزمة مالية ناجمة عن مزيج من ضعف المبيعات وأكثر من 5 دولارات مليار من التزامات الديون؛ وبحسب ما ورد كان من الممكن أن يفرض تصفية الشركة. كانت هذه الديون الثقيلة إلى حد كبير بسبب 4 دولارات مليار شحنة على عيب في التصميم في التوربينات التي طورتها مجموعة إيه بي بي، والتي استحوذت عليها ألستوم في عام 2000، بالإضافة إلي وسط تراجع عام في السوق البحرية. انخفض سعر سهم ألستوم بنسبة 90٪ خلال عامين. طلب قانون لجنة المنافسة الأوروبية من ألستوم بيع العديد من الشركات التابعة لها، بما في ذلك أصول بناء السفن ونقل الكهرباء، عندما قبلت مبلغ 3.2 يورو. مليار خطة إنقاذ تشمل الدولة الفرنسية. في عام 2004، استحوذت الدولة الفرنسية على حصة تبلغ 21٪ في ألستوم مقابل 772 مليون يورو، وتلقت ألستوم خطة إنقاذ وافق عليها الاتحاد الأوروبي بقيمة 2.5 يورو. مليار. باعت الشركة أنشطتها في النقل والتوزيع الكهربائي («الشبكة») لشركة آرافا،
في عام 2010، أعادت ألستوم الاستحواذ على قسم نقل الطاقة الكهربائية في آرافا، والذي كان قد تم بيعه سابقًا في 2004؛ أصبحت إعادة الاستحواذ قسم تشغيل جديد يسمى «شبكة ألستوم». كما افتتحت الشركة أيضًا منشأة لتجميع توربينات الرياح في أماريلو بولاية تكساس؛ منشأة لتصنيع التوربينات في تشاتانوغا، تينيسي؛ ومنشأة جديدة لتصنيع الطاقة الكهرومائية في الصين. ركزت الاستثمارات على إستراتيجية الطاقة النظيفة في ألستوم، والتي تركز على توفير مجموعة من إمكانيات توليد الطاقة، والتكنولوجيا الفعالة، وتقنية التقاط الكربون وتخزينه، بقيادة فيليب جوبيرت، رئيس شركة ألستوم للطاقة آنذاك. في عام 2011 وقعت ألستوم والحكومة العراقية مذكرة تفاهم بشأن إنشاء خط سكة حديد جديد عالي السرعة بين بغداد والبصرة. في عام 2012، افتتحت ألستوم إنشاء مصانع في سوريل تراسي، كيبيك، كندا (عربات قطارات الركاب).في نوفمبر 2013، أعلنت ألستوم أنها تخطط لجمع 1 يورو إلى 2 يورو مليار دولار من خلال بيع بعض الأصول غير الأساسية، بالإضافة إلى البيع المحتمل لحصة في ألستوم ترانسبورت، وإلغاء 1300 وظيفة. في عام 2014، باعت ألستوم أنشطتها الخاصة بالمكونات المساعدة البخارية (سخانات الهواء وسخانات الغاز والغاز للطاقة الحرارية، وغيرها من معدات نقل الحرارة الصناعية، وطواحين الطحن) إلى تريتون بارتنرز مقابل 730 يورو مليون. في نوفمبر 2014، حصلت ألستوم على 429.4 دولار مليون عقد لتحديث 85 قطارًا لنظام مترو مكسيكو سيتي.

### (نوفمبر) 2015 حتى الوقت الحاضر
في نوفمبر 2015، حصلت ألستوم على عقد من قبل السكك الحديدية الهندية لبناء مصنع قاطرة كهربائية في مادبورا (بيهار)، وتلقي طلبًا أوليًا من 800 قاطرة ثنائية القسم 9MW لاستخدامها في ممر الشحن الشرقي المخصص، بقيمة 190 مليار دولار. (حوالي 2.9 مليار دولار أمريكي). كان من المقرر تشغيل هذا المصنع في إطار مشروع مشترك مع وزارة السكك الحديدية (26٪) بتكلفة تبلغ 13 مليار روبية (حوالي 200 مليون دولار أمريكي).
خلال عام 2015، قررت ألستوم زيادة حصتها في شركة ترانس ماش القابضة الروسية للقاطرات، حيث ارتفعت حصتها من 25٪ إلى 33٪، بتكلفة تبلغ 54 مليون يورو. وقد استحوذت أصلاً على حصتها البالغة 25٪ في ترانسماش في أوائل عام 2010، انخفضت حصة ألستوم في السابق إلى 20٪ في أغسطس 2018. في سبتمبر 2015، أُعلن أن شركة امتراك ستمنح ألستوم عقدًا بقيمة 2.5 مليار دولار للجيل القادم من مجموعات القطارات عالية السرعة للممر الشمالي الشرقي. سيؤدي هذا إلى خلق 750 وظيفة في شمال نيويورك مع 400 وظيفة تصنيع مباشرة في ألستوم. تم تأكيد طلب 28 قطارًا رسميًا في أغسطس 2016 من قبل شركة امتراك. يتم تصنيع هذه القطارات في مصنع ألستوم في هورنيل، نيويورك.

### اقتناء شركة جنرال إلكتريك
في 24 أبريل 2014، زعمت تقارير غير مؤكدة أن التكتل الأمريكي جنرال إلكتريك (GE) كان في محادثات استحواذ مع ألستوم مقابل 13 دولارًا. مليار دولار بدعم من 29٪ من المساهمين بويغس، مما أدى إلى ارتفاع سعر سهم ألستوم بنسبة 18٪ في يوم واحد. في 27 أبريل، أفادت لو فيغارو أن عرضًا منافسًا «مبادلة النقد بالإضافة إلى الأصول» تم إصداره من قبل شركةسيمنز، حيث تم تداول أعمال الطاقة في ألستوم لجزء من ذراعها للسكك الحديدية، بالإضافة إلى عرض نقدي مثل شركة جنرال إلكتريك وضمانات العمل. وبحسب ما ورد روج وزير الاقتصاد الفرنسي أرنود مونتبورغ عرض شركة سيمنز. كان لدى شركتي سيمنز وألستوم تداخل أكبر في المنتجات، وبالتالي خطر أكبر على الوظائف، إلى جانب المشكلات المحتملة مع منظمي المنافسة في الاتحاد الأوروبي. تم وصف عرض شركة سيمنز بأنه «دفاعي»، حيث تم استقباله بتشكيك من قبل المستثمرين والمحللين. في 29 أبريل، ذكرت وكالة رويترز أن مجلس إدارة ألستوم قد قبل 10 يورو مليار عرض من جنرال إلكتريك لقسم الطاقة؛ في رسالة من جيفري آر إيميلت، المدير التنفيذي لشركة جنرال إلكتريك، إلى الرئيس فرانسوا هولاند نُشرت في صحيفة ليزيكو، أعطى إيميلت تأكيدات حول الاستثمار المستمر في أنشطة ألستوم الفرنسية، وأمن القطاع النووي المدني، والالتزامات الوظيفية التي قدمتها شركة ألستوم ويند مع إتاحة أنشطة طاقة الرياح للمستثمرين. في 30 أبريل، أكدت ألستوم أن عرضًا لقسمي الطاقة والشبكة (يمثل قيمة أسهم قدرها 12.35 يورو مليار يورو 11.4 مليار قيمة مشروع) قيد المراجعة مع مصالح رئيسية بما في ذلك الدولة الفرنسية. في 30 أبريل، أكدت جنرال إلكتريك أنها حققت 16.9 دولارًا مليار عرض، بما في ذلك 13.5 دولار مليار قيمة زائد 3.4 دولار مليار نقدا. في 5 مايو، عرضت جنرال إلكتريك شراء ربع الأسهم في شركتي الطاقة والتوزيع الهنديتين ألستوم - ألستوم الهندية و ألستوم بسعر 261.25 و 382.20 روبية للسهم (بقيمة 278 دولارًا أمريكيًا) مليون و 111 دولار مليون على التوالي) بشرط نجاح عرضها الخاص بشركة ألستوم SA. في 5 مايو 2014، ذكرت الحكومة الفرنسية أنها لا تدعم عرض جنرال إلكتريك، مشيرة إلى مخاوف بشأن مستقبل قسم السكك الحديدية في ألستوم ككيان منفصل أصغر، مما يشير إلى أن جنرال إلكتريك نقل قسم السكك الحديدية الخاص بها إلى ألستوم؛ كانت هناك مخاوف أخرى تتعلق بالاستقلال الوطني للمجال النووي المدني والوظائف الفرنسية. في 14 مايو، أصدرت فرنسا مرسومًا، الملقب بـ «مرسوم ألستوم»، يمتد إلى سلطة الدولة لرفض الاستيلاء على «المصالح الاستراتيجية» في مناطق إمدادات الطاقة والمياه والنقل والاتصالات والصحة العامة. رد كل من منظمة أصحاب العمل جمعية أرباب العمل الفرنسية والمفوض الأوروبي للسوق والخدمات الداخلية (ميشيل بارنييه) بشكل سلبي على المرسوم.
في 16 يونيو، قدمت شركتا سيمنس وميتسوبيشي للصناعات الثقيلة (MHI) عرضًا تنافسيًا لشركة سيمنز للحصول على أنشطة التوربينات الغازية لشركة ألستوم مقابل 3.9 مليار يورو، بينما ستشكل ميتسوبيشي للصناعات الثقيلة مشاريع مشتركة مع ألستوم، حيث تستحوذ على 40٪ و 20٪ و 20٪ من أسهم ألستوم البخارية والأعمال النووية والشبكات الكهربائية والطاقة الكهرومائية على التوالي، مقابل 3.1 يورو مليار. تضمن الاقتراح عرضًا لشراء حصة إضافية بنسبة 10٪ من المساهم بويج وخيارًا لتشكيل مشروع مشترك للنقل بالسكك الحديدية. في 19 يونيو، قامت جنرال إلكتريك بمراجعة العطاء الذي قدمته، ومطابقة السعر نفسه مع قيمة معاملة نقدية أقل؛ كما اقترحت تشكيل مشروع مشترك لشركات الطاقة المتجددة والشبكات الكهربائية والتوربينات البخارية والطاقة النووية. أعلنت جنرال إلكتريك عن مذكرة تفاهم بين الشركتين في قطاع السكك الحديدية وبيع وحدة إشارات السكك الحديدية التابعة لشركة جنرال إلكتريك لشركة ألستوم. في 20 يونيو، قامت شركة سيمنز وشركة ميتسوبيشي للصناعات الثقيلة بتعديل عرضهما، حيث قامت ميتسوبيشي للصناعات الثقيلة بزيادة حصتها في أعمال البخار والطاقة المائية والشبكات لشركة ألستوم إلى 40٪ في جميع الشركات الثلاثة (إجمالي 3.9 يورو مليار) بينما زادت شركة سيمنز عرضها بمقدار 400 يورو مليون يورو إلى 4.3 مليار. بعد ذلك، صرح وزير الاقتصاد أرنو مونتبورج أنه سوف يمنع كلا العطاءين، لكن الحكومة الفرنسية دعمت عرض جنرال إلكتريك وأعطت جنرال إلكتريك المزيد من المواصفات بشأن الالتزامات والضمانات؛ كما تنوي شراء ثلثي مساهمة بويج (20٪). في اليوم التالي، دعم مجلس إدارة ألستوم عرض جنرال إلكتريك المعدل. في 22 يونيو، وافقت الدولة الفرنسية على شروط مع بويغس، حيث اشترت حصة 20٪ في ألستوم من بويغس بخصم 2-5٪ على قيمة لا تقل عن 35 يورو للسهم.
في البداية، كان من المتوقع الانتهاء من عملية الاستحواذ بحلول أوائل عام 2015. تم إعادة تركيز ما تبقى من مجموعة ألستوم، بما في ذلك شركة جنرال إلكتريك Signaling (التي تم الحصول عليها من خلال صفقة بقيمة 700 مليون يورو)، على النقل بالسكك الحديدية. بسبب عملية الاستحواذ، اكتسبت جنرال إلكتريك 17.3 مليار دولار من الشهرة، تتكون من القيمة الدفترية السلبية لشركة ألستوم البالغة 7.2 مليار دولار في وقت الاستحواذ وسعر الشراء البالغ 10.1 مليار دولار. في تشرين الأول (أكتوبر) 2018، شطبت جنرال إلكتريك 23 مليار دولار من قيمة قسم صناعة الطاقة لديها، ويعزى ذلك إلى حد كبير إلى شراء ألستوم.

## الأعمال التجارية السابقة

### توليد الطاقة
كانت أنشطة الطاقة في ألستوم تسمى بشكل جماعي ألستوم وتضمنت التصميم والتصنيع والخدمات وتوريد المنتجات والأنظمة لقطاع توليد الطاقة والأسواق الصناعية. غطت المجموعة معظم مصادر الطاقة، بما في ذلك الغاز والفحم والطاقة النووية والمائية وطاقة الرياح. قدمت أنظمة الطاقة مكونات لتوليد الطاقة بما في ذلك الغلايات والتوربينات البخارية وتوربينات الغاز وتوربينات الرياح والمولدات وأنظمة التحكم في جودة الهواء وأنظمة المراقبة والتحكم لمحطات الطاقة، فضلاً عن المنتجات ذات الصلة. كان لها تركيز خاص على الغلايات ومعدات التحكم في الانبعاثات. في عام 2015، استحوذت شركة جنرال إلكتريك على قطاع الطاقة بالكامل.

### شبكة الستوم
تم تشكيل قسم أعمال ثالث على أساس نقل الطاقة في 7 يونيو 2010 مع الاستحواذ على أعمال النقل لشركة آرافا يقوم القسم بتصنيع المعدات لكامل سلسلة نقل الطاقة الكهربائية، بما في ذلك خطوط النقل ذات الجهد العالي (كل من التيار المتردد والتيار المستمر). يقع المقر الرئيسي لشركة ألستوم Grid في لا ديفونس، الحي التجاري غرب باريس، ولديها أربعة أعمال رئيسية: منتجات نظام النقل الكهربائي، ونظام الطاقة الكهربائية، والأتمتة، والخدمة. تمتلك ألستوم Grid ما يقرب من 10 ٪ من حصة السوق العالمية.

### محاولة الاندماج مع شركة سيمنز موبيليتي
في 26 سبتمبر 2017، أعلنت ألستوم عن اقتراح للاندماج مع شركة سيمنز موبيليتي، قسم عربات السكك الحديدية في تكتل سيمنز الألماني؛ تم الترويج لهذا الاندماج على أنه إنشاء «بطل أوروبي جديد في صناعة السكك الحديدية». ستحقق أعمال السكك الحديدية المجمعة، التي كان من المقرر تسميتها سيمنز ألستوم ومقرها في باريس، 18 مليار دولار أمريكي من العائدات وتوظف 62300 شخصًا في أكثر من 60 دولة. خلال شهر نوفمبر 2018، أعربت المفوضية الأوروبية عن مخاوفها بشأن الدمج المقترح للشركتين، لا سيما أن الكيان المشترك سيكون مهيمناً للغاية في السوق الأوروبية؛ وشملت الآثار المزعومة من هذه الهيمنة الزيادات المحتملة في أجور الركاب ورسوم الشحن. علاوة على ذلك، حدثت سلسلة من الاحتجاجات الشعبية المتعلقة بالإصلاحات المالية لكل من البنية التحتية للسكك الحديدية الإقليمية الفرنسية والشركة الوطنية للسكك الحديدية. تم عرض الاندماج المقترح من قبل البعض  كإجراء لمواجهة صعود شركة السكك الحديدية الصينية المنافسة؛ وبحسب ما ورد تلقت دعماً من العديد من الشخصيات داخل الحكومتين الفرنسية والألمانية. ومع ذلك، قوبلت الصفقة، التي كان من المقرر إغلاقها في الأصل بنهاية عام 2018، بمعارضة مسؤولي النقابات العمالية الفرنسية الذين أعربوا عن مخاوفهم من احتمال فقدان الوظائف. في 17 يوليو 2018، وافق مساهمو ألستوم بأغلبية ساحقة على الاندماج المقترح مع شركة سيمنز. ومع ذلك، في 6 فبراير 2019، تم رفض الاندماج المخطط له بين الشركتين من قبل المفوضية الأوروبية. رداً على هذا الحكم، صرح الرئيس التنفيذي لشركة ألستوم هنري بونت-أورال شركة جنرال إلكتريك بأنه يعتبر قرار منع الاندماج نتيجة «تحيزات أيديولوجية».

### الاستحواذ على شركة بومباردييه للنقل
في منتصف فبراير 2020، أعلنت ألستوم أنها وقعت مذكرة اتفاق لشراء بومباردييه للنقل، صانع القطارات متعدد الجنسيات ومقره في كيبيك، كندا، مقابل 5.8 مليار يورو و 6.2 مليار يورو. تتطلب الصفقة موافقة مساهمي ألستوم في اجتماع سيعقد في أكتوبر 2020 وموافقة المنظمين الأوروبيين. في يوليو 2020، أُعلن أن سلطات المنافسة في الاتحاد الأوروبي قد وافقت على صفقة الشراء. من أجل إنهاء الصفقة، ستحتاج ألستوم إلى بيع مصنع ألستوم DDF في فرنسا، وقسم قطارات إقليمي، ومنشأة بومباردييه في ألمانيا، وقسم قطارات بومباردييه. بصرف النظر عن ذلك، ستحتاج الشركة أيضًا إلى تنفيذ ضمانات مختلفة وتمرير بعض أصول بومباردييه.

### هيكل الشركة ومنتجاتها وخدماتها
حتى نوفمبر 2015، عملت ألستوم في ثلاثة مجالات عمل رئيسية: توليد الطاقة والنقل بالسكك الحديدية والنقل. بعد بيع أعمال الشركة في مجال الطاقة والنقل إلى شركة جنرال إلكتريك، تركز باقي العمل بالكامل على النقل بالسكك الحديدية.

## النقل
تقوم ألستوم ترانسبورت بتطوير وتسويق مجموعة كاملة من الأنظمة والمعدات والخدمات في صناعة السكك الحديدية. يبلغ حجم المبيعات السنوية للقسم 5.5 يورو مليار اعتبارًا من 2013. إنها واحدة من أكبر الشركات المصنعة في العالم للقطارات عالية السرعة والترام والمترو والقطارات الكهربائية والديزل وأنظمة المعلومات وأنظمة الجر وأنظمة الإمداد بالطاقة وأعمال المسار. تعمل الشركة أيضًا في سوق البنية التحتية للسكك الحديدية، حيث تقوم بتصميم وإنتاج وتركيب البنية التحتية لشبكة السكك الحديدية. وتشمل حلول المعلومات، والكهرباء، وأنظمة الاتصالات، ومد المسارات، ومرافق المحطات، بالإضافة إلى ورش العمل والمستودعات. كما يتم توفير خدمات الصيانة وإعادة البناء والتجديد من قبل الشركة. تعمل ألستوم للنقل في 70 دولة وتوظف 26000 شخص. منذ الاندماج مع شركة جنرال إلكتريك والسكك الحديدية العامة في عام 1998، تقوم ألستوم بتصنيع معدات إشارات السكك الحديدية في مصنع GRS سابق يقع في ضاحية بالقرب من روتشستر (نيويورك). بعد الاندماج مع إشارة جنرال إلكتريك، تم نقل التصنيع إلى ميسوري، وواصل مصنع جي آر إس هندسة منتجات جي آر إس القديمة. كما تنتج الشركة قطارات سيتاديس؛ اعتبارًا من عام 2007، يتم استخدام أكثر من 1100 قطار سيتاديس من قبل 28 مدينة بما في ذلك دبلن والجزائر العاصمة وبرشلونة وملبورن وروتردام وباريس. أنتجت الشركة بين عامي 2007 و2010 1,002 سيارة مترو أنفاق مدينة نيويورك في مصنعها في هورنيل، نيويورك، بينما تم تصنيع قذائف الجسم في مصنع لابا، في ساو باولو، البرازيل. في عام 2013، تم منح شركة ألستوم على عقد لتوريد 168 عربات لل مترو تشيناي بتكلفة 1470 كرور روبية هندية (240 مليون دولار أمريكي) . كما تمتلك الشركة مناقصة توريد حافلات لمترو كوتشي، أحد أحدث أنظمة المترو في الهند. في سبتمبر 2015، أعلن السناتور تشارلز شومر (D-NY) في هورنيل، نيويورك أن شركة أمتراك ستمنح ألستوم عقدًا بقيمة 2.45 مليار دولار لمجموعات القطارات عالية السرعة من الجيل التالي للممر الشمالي الشرقي. سيؤدي هذا إلى خلق 750 وظيفة في شمال نيويورك مع 400 وظيفة تصنيع مباشرة في ألستوم. ستتمكن مجموعات القطارات الجديدة من الوصول إلى سرعات تصل إلى 186 ميلا في الساعة وميزة تقنية الإمالة النشطة. ومن المقرر أن تدخل مجموعات القطارات الـ 28 الجديدة الخدمة بحلول عام 2021.

## مناطق عمل
توجد الشركة الفرنسية للطاقة والسكك الحديدية في نحو مائة دولة حول العالم أهمها الولايات المتحدة والمملكة المتحدة، وتعتبر «ألستوم» المورد الرئيسي للتقنيات المبتكرة والصديقة للبيئة لتوليد الطاقة الكهربائية ونقلها والنقل بالسكك الحديدية بالولايات المتحدة. كما تعمل الشركة في نحو 30 مجال مختلف بقطاع السكك الحديدية، والطاقة، والكهرباء في المملكة المتحدة وتوظف أكثر من 6500 شخص في جميع أنحاء البلاد. كما تعمل الشركة أيضاً في روسيا، واليابان، والصين، وإيطاليا، وألمانيا، وكندا، وإسبانيا، والهند، وتركيا، والإمارات، ومصر، والمملكة العربية السعودية، وليبيا، وتونس.

## نشاط مالي
تم إدراج أسهم شركة ألستوم لأول مرة في بورصة لندن ونيويورك وباريس في يونيو عام 1998، وفي أعقاب إعادة الإعمار المالي للشركة التي تم في عام 2003، والذي تلى الأزمة المالية الحادة التي واجهتا وقتها بسبب ضعف المبيعات وتراكم الديون لأكثر من 5 مليارات دولار، ظلت الشركة مدرجة في بورصة باريس، لكن تم شطبها من بورصة لندن في نوفمبر 2003، وبورصة نيويورك في أغسطس 2004.

### المساهمين
وفقًا لدراسة المساهمة التي تم إجراؤها في مارس 2018، كانت مساهمة الشركة:
- المستثمرون المؤسسيون: 65٪
- بويج: 28٪
- المساهمون الأفراد: 6٪
- الموظفون: 1٪

## في الشرق الأوسط وشمال إفريقيا
الإمارات ومصر والمملكة السعودية من بين أهم الدول التي تعمل بها ألستوم في الشرق الأوسط كشريك محلي في العديد من مشروعات النقل ودعم البنى ة التحتية لأنظمة النقل، وتعمل الشركة في مصر منذ 30 عاماً وفي المغرب منذ أكثر من 40 عاماً. ويعتبر مشروع ترام دبي ضمن أحدث مشروعات الشركة في المنطقة.
فازت في آذار 2014 بعقد قيمته 400 مليون يورو في العراق.

## أزمة المالية
تعرضت الشركة الفرنسية للطاقة والسكك الحديدية لضغوط منذ الأزمة المالية العالمية، وما ترتب عليها من تراجع الطلب على معدات الطاقة، ما دفع أعضاء مجلس إدارة شركة ألستوم، إلى الموافقة بالإجماع على العرض المقدم من شركة جنرال إلكتريك الأمريكية للاستحواذ على الشركة الفرنسية مقابل 17 مليار دولار أمريكي، ومن المقرر أن تستكمل الصفقة بحلول مطلع عام 2015، بينما تعتزم الحكومة الفرنسية شراء 20٪ من حصة ألستوم من أجل حماية موقفها.
في عام 2004، كانت ألستوم في أزمة مالية، ويرجع ذلك إلى حد كبير إلى التكاليف الضخمة الموروثة غير المتوقعة (4 يورو مليار) ناتج عن عيب في التصميم موروث من الاستحواذ على أعمال التوربينات لمجموعة إيه بي بي، بالإضافة إلى الخسائر في قطاعات الأعمال الأخرى. طلبت الشركة 3.2 يورو مليار خطة إنقاذ مدعومة من الدولة من الحكومة الفرنسية في عام 2003؛ نتيجة لذلك، اضطرت ألستوم إلى التخلص من العديد من أقسامها، بما في ذلك بناء السفن ونقل الكهرباء إلى شركة نيخانج باور، من أجل الامتثال لقواعد الاتحاد الأوروبي بشأن مساعدات الدولة. وتمكنت لاحقًا من إعادة الاستحواذ على قسم النقل الكهربائي في عام 2010. كما انخرطت الشركة بشكل كبير في مزارع الرياح البحرية من خلال شركة ألستوم Wind التابعة لها.

## رشاوى
مؤخرا وقعت السلطات الأمريكية غرامة قدرها 772 مليون دولار على شركة ألستوم الفرنسية في تسوية للاتهامات بدفع رشاوى لعدد من المسؤولين الحكوميين في العديد من الدول للحصول على عقود.
والغرامة هي الأكبر في تاريخ الولايات المتحدة في قضايا الفساد الأجنبية، وتأتي الغرامة بعد أن وافقت الشركة على الاعتراف بدفع الرشاوى، وبحسب ما ذكر المدعيين الأمريكيين فإن ألستوم دفعت 75 مليون دولار رشاوى للحصول على عقود بقيمة 4 مليارات دولار حول العالم بهامش ربح يقترب من 300 مليون دولار.
يذكر أن رشاوى شركة ألستوم استمرت لأكثر من عقد كامل في العديد من القارات، وكان من المذهل اتساع نطاقها وعواقبها التي انتشرت في جميع أنحاء العالم، وفقا لأقوال نائب المدعى العام الأمريكي «جيمس م كول»، فيما قال مساعد المدعى العام «ليسلي ركلادويل» أن هذه القضية تعد مثالا للطريقة التي تحقق وتلاحق بها وزارة العدل قضايا الفساد الأجنبي وغيرها من جرائم الشركات.

## وصلات خارجية
- الموقع الرسمي